# ブータン料理

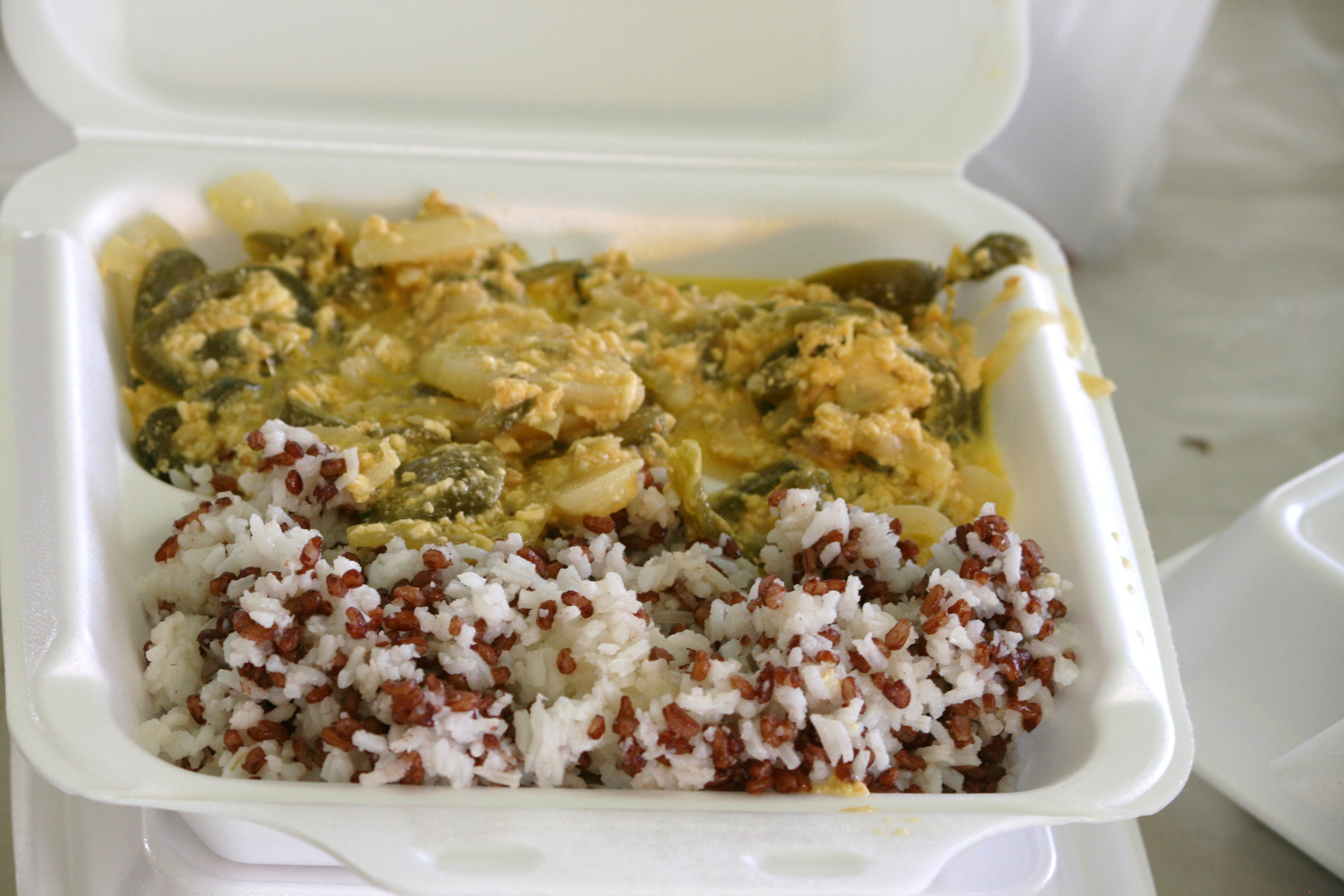
ブータンの国民食たるエマダツィ（ཨེ་མ་དར་ཚིལ་.）。米はブータン赤米と白米の混合米。

ブータン料理（ブータンりょうり、ゾンカ語：འབྲུག་ཟས་; ワイリー方式：ブルグザス）は、ブータンで食されている料理である。ブータンでは一般的に赤米が主食とされ、後述するエマダツィや豚か牛のカレー、豆等が合わせて食される。調味料は砂糖や魚醤などが用いられず、塩やチーズ、バター、サンショウなどに限られているほか、調理法のバリエーションも煮込み料理もしくは炒め料理のみと少ない。さらに他のアジア料理と比較してあまり油を使わず、ソースもほとんど使わない。これらのことから、質素な料理であると言える。 また、ブータン料理は唐辛子を野菜として食す特徴を有し、唐辛子をふんだんに使った料理が多いことから「世界一辛い料理」とも形容される。

## 食材
主食は赤米を主としながら、ソバやトウモロコシも多く用いる。赤米は、食感は玄米に類似するものの玄米とは異なりナッツの様な味がし、また唯一の高地で栽培できる米の品種である。白米はブータンでは「ジャパンライス」と呼称される。ソバは主にブムタン地方で、トウモロコシは東部地方で、米はその他の地域で食べられる。ブムタン地方におけるソバの食され方は日本におけるものとは異なり、ソバ製の麺に唐辛子を加えて炒めた「プタ」やクレープ状にした「クレ」にする。ヒマラヤの丘陵地帯を国土とするブータンでは、肉は鶏肉やヤク肉、干し牛肉、豚肉、豚の脂肪、子羊肉などが食される。魚は生魚、干し魚が市場で売られており、肉と同様、野菜と唐辛子で煮込んで食される。寒い季節には肉や米、シダ、レンズ豆、干し野菜のスープやシチューに唐辛子とチーズを加えたものが好まれる。

## 主な料理や軽食
ゾウシュンゴは、残り物の野菜を混ぜたご飯である。 エマダツィは、大きなししとうをチーズを主たる材料とするソースに入れて作る辛味のある料理であり、テキサス州やメキシコなどで食されているチリコンケソと似ている。エマダツィには普遍性があり、またブータン人がエマダツィに対して誇りを持っていることから、ブータンの国民食と呼ばれることがある。 ジャガイモを主たる材料として用いた「ケワダツィ」（ケワはジャガイモを意味する）や、きのこを用いた「シャモダツィ」、カリフラワーを用いた「コピダツィ」などの派生料理もある。その他の料理としては、ジャシャマル（鶏肉料理）、パクシャパ（唐辛子と香辛料のほか、カブ、菜っぱ、大根などの野菜とともに調理された干し豚肉）、うどんに似たトゥクパ、バスアップ、炒飯などがある。ゾンカ語で「ダツィ」と呼称される牛乳から作られたチーズは生食されず、ソースを作るために使用される。ゾエドエは東部地区で作られるダツィとは異なる種類のチーズで、スープに加えられる。ゾエドエは通常緑がかった色を呈し、強いにおいを発する。他には、チェダーチーズやゴーダチーズなどといった、西洋で作られているチーズと同じものがある。洋風チーズはブムタン県のスイスチーズ工場で作られているか、インドからの輸入品である。
大衆的な軽食としては、モモ（ブータン餃子）やシャカムイーザイ、カブゼー（小麦粉、水、及び砂糖を材料とし、揚げられる乾燥フリッター）、シャパレ、ジュマ（スパイスマリネ風味のブータン風ソーセージ）、麺などが挙げられる。

## 飲料
大衆的な飲み物としては、スージャと呼称される、茶葉と塩、バターを用いて作ったバター茶のほか、ミルクティー（ンガジャと呼ばれる）、紅茶、ブータンの各地域で醸造されるライスワイン（米を材料とする蒸留酒)たるアラ、ビールなどが挙げられる。

## 香辛料・唐辛子
香辛料としては、カレー粉、カルダモン、生姜、シングエイ（花椒）、ニンニク、ターメリック、キャラウェイが用いられる。前述した通り、ブータンでは唐辛子は香辛料の一種ではなく野菜の一種であると見做されており、唐辛子が多く用いられ、ブータン料理には不可欠である。唐辛子が多く流通する時期は生唐辛子が、冬場の品薄になる時期は、旬の時期に大量に日干しして作った乾燥唐辛子が市場に出回り、年中市場で販売されている。生唐辛子は、香辛料のような使い方のみならず、野菜サラダなどの一部として食されることもある。また、唐辛子を使った薬味たる「エゼ」もブータン料理においては欠かせないものである。エゼにはサラダのようなものから様々な料理や米、モモなどにつける薬味のようなものまで多岐に渡り、材料や作り方なども作る人や地域により異なっている。

## 外国料理
ブータン国内の飲食店では、中華料理やネパール料理、チベット料理、インド料理が人気である。近年は、日本料理店や、韓流ブームに乗って朝鮮料理店も開業している。 

## 食事作法
ブータンには、料理が出されると口を手で覆いながら「メシュメシュ」と言い、出された料理を食べることを断る姿勢を示し、その後2回目または3回目に料理が出された時は断らずに料理を食すという食事作法がある。

## ギャラリー

ブータン料理
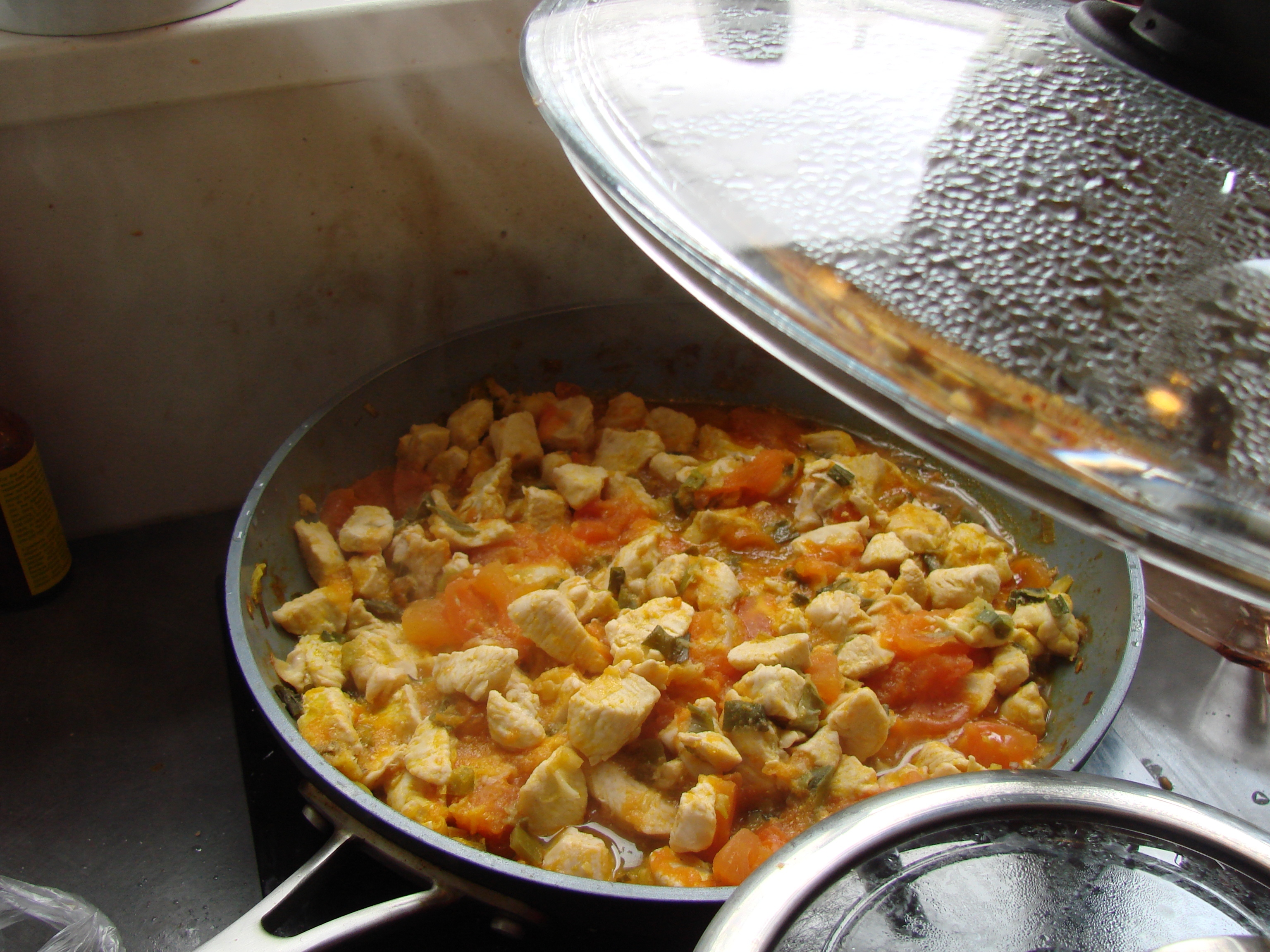
鶏肉ひき肉やトマトなどの具材を使った伝統料理「ジャシャマル」
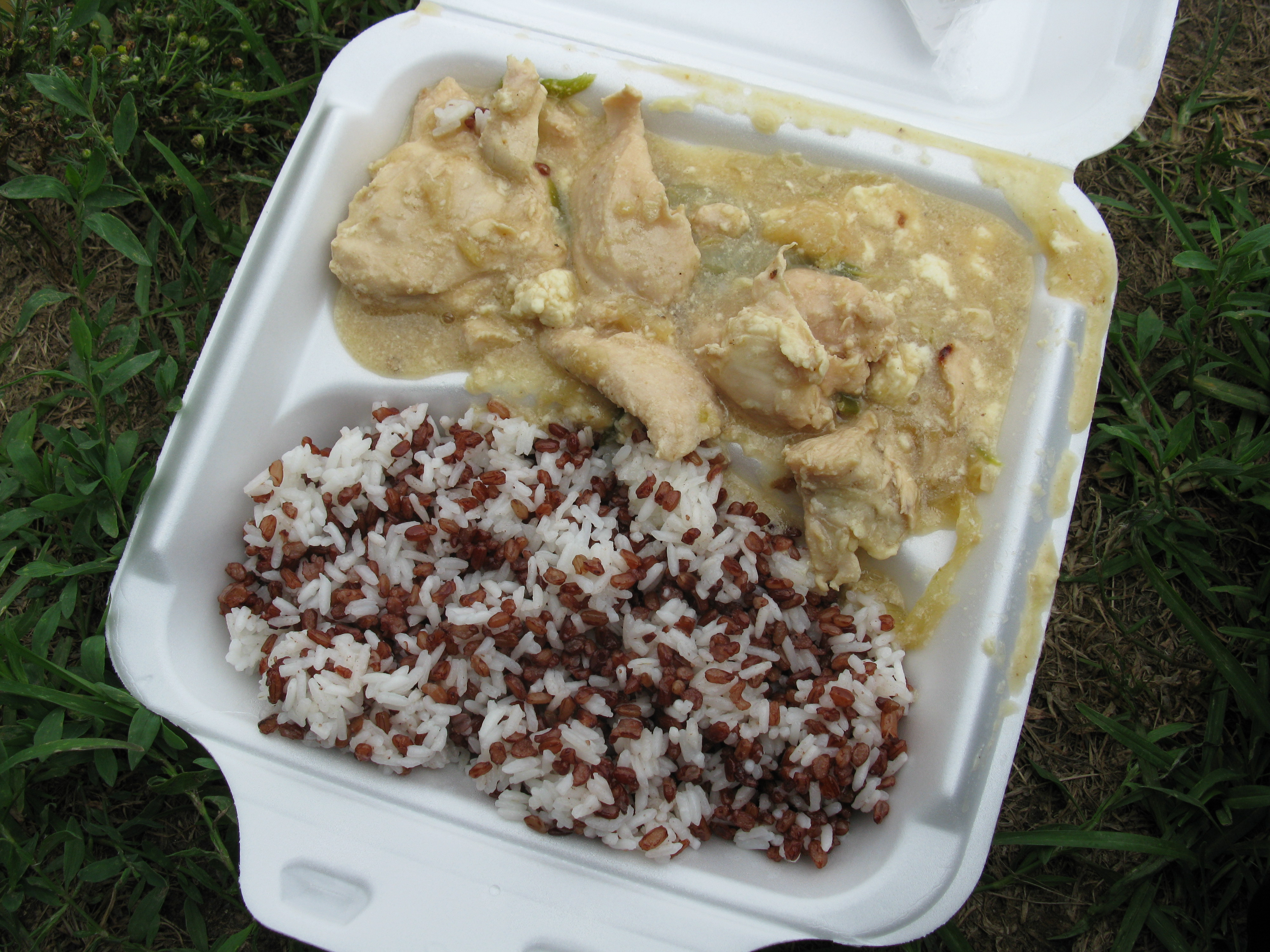
ジャシャツォエム（ブータン風チキンカレー）
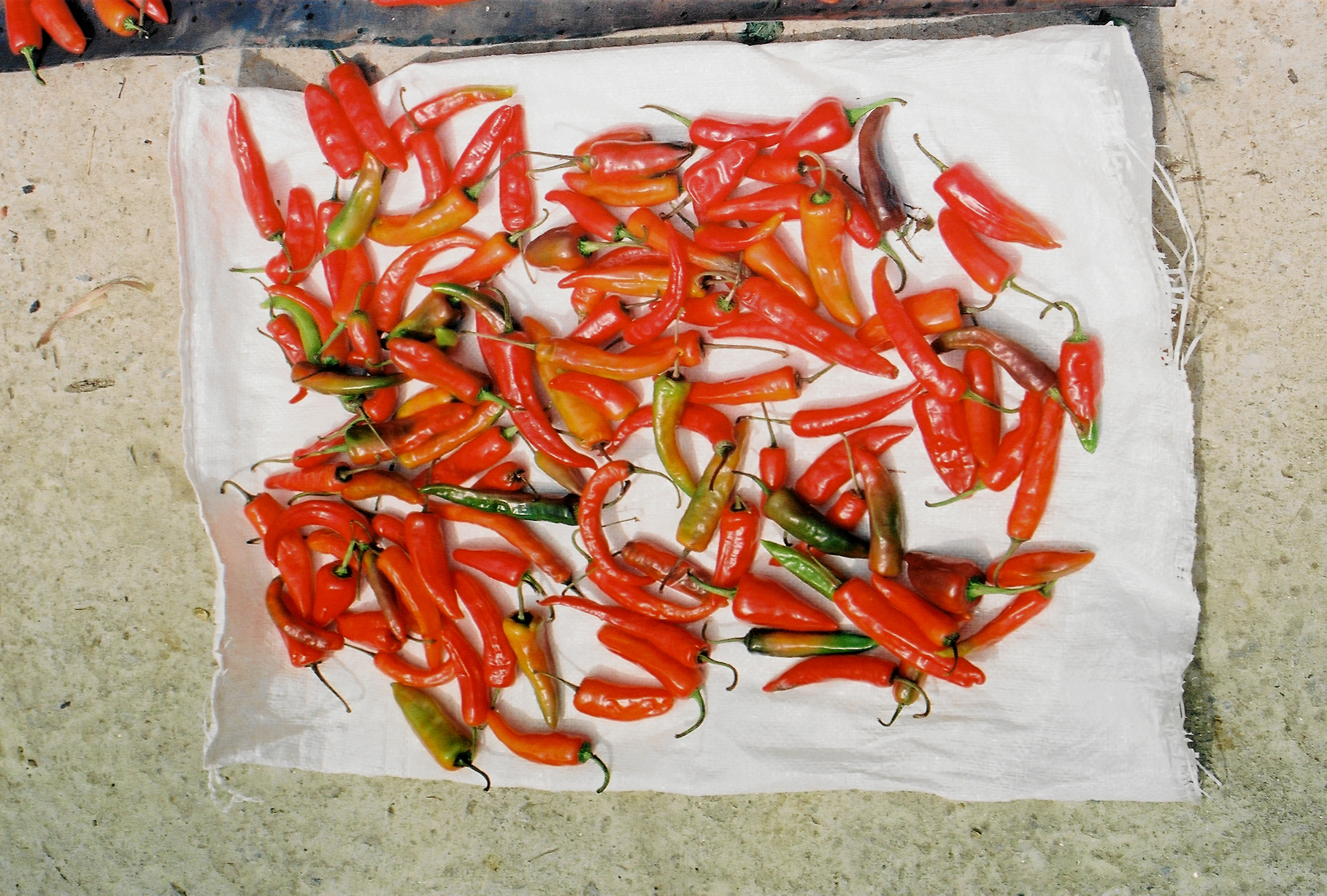
ティンプーの市場の唐辛子
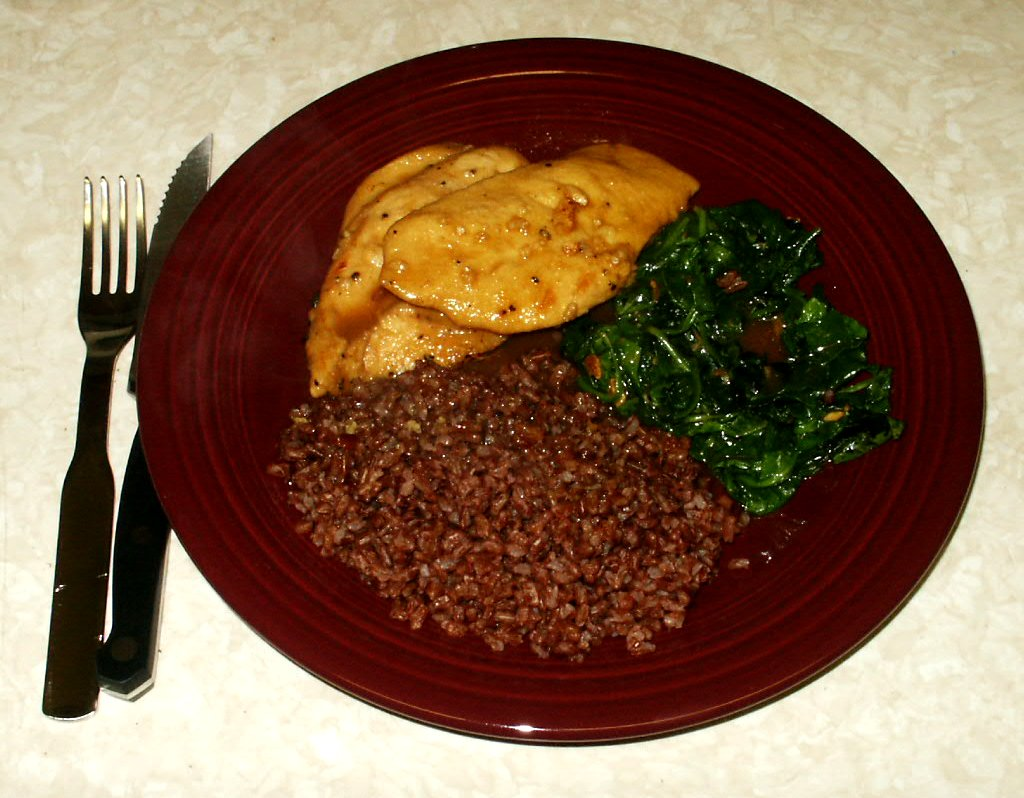
レモン釉チキン、ほうれん草のソテー、ブータン赤米の蒸し物を盛りつけた伝統的な料理